# Piacentini

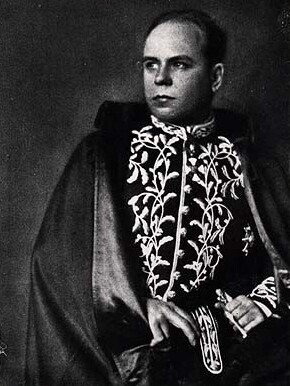

Piacentini는 1920년에서 1940년 사이의 이탈리아의 신고전주의(Neoclassicist)건축가이며, 동 시대 이탈리아 합리주의(Rationalism) 건축가인 쥬세페 테라니(Giuseppe Terragni)와 대립하였다. 본명은 마르첼로 피아첸티니(Marcello Piacentini)이다.
1935년 이후에 고전주의적 기념비성(The Classicist Monumentalism)으로 영향력을 확대하였다.